# املالت (اماس)
املالت هو دُوَّار يقع بجماعة تيدلي، إقليم ورززات، جهة درعة تافيلالت في المملكة المغربية. ينتمي الدوّار لمشيخة اماس التي تضم 9 دواوير. يقدر عدد سكانه بـ 380 نسمة حسب الإحصاء الرسمي للسكان والسكنى لسنة 2004.

## روابط خارجية
- البوابة الوطنية للجماعات الترابية
- المندوبية السامية للتخطيط